# Spilosomina
Spilosomina (или Spilosomini) — подтриба (или триба) чешуекрылых из подсемейства медведиц семейства эребид.

## Распространение
Встречаются повсеместно, но центр видового разнообразия находится в тропической Азии и в Африке.

## Классификация
Классификация и объём группы остаются предметом широкой дискуссии. Группа родов-спилосомин (Spilosoma group) считается или частью подтрибы Arctiina s. l. (например, Ferguson, 1985), или в виде отдельной трибы Spilosomini, или в качестве подтрибы Spilosomina (например, Schmidt, 2007; Vincent & Laguerre, 2014). Другие авторы (Zaspel et al., 2014) не отделяют Spilosomina отдельно от Arctiina. Филогенетический анализ с большой выборкой представителей Arctiina показал (Rönkä et al., 2016), что группа родов-спилосомин выступают в качестве хорошо оформленной монофилетической группы. Что подтверждает предварительные результаты работы Schmidt (2007) и учитывая общий признак — многие виды в этой группе обладают светлой окраской крыльев, тогда как большинство медведиц других подтриб и триб имеют яркие оранжево-красно-коричневые крылья. Однако авторы филогенетической работы (Rönkä et al., 2016) предпочли сохранить роды спилосомин в составе подтрибы Arctiina s. l. до привлечения дополнительного материала.
В таксон включают следующие роды бабочек:
- Aethalida (Walker, 1865)
- Alexicles Grote, 1883
- Allanwatsonia Ferguson, 1985
- Aloa Walker, 1855
- Alphaea Walker, 1855
- Amsacta Walker, 1855
- Amsactoides Matsumura, 1927
- Andala Walker, 1855
- Areas Walker, 1855
- Argyarctia Koda, 1988
- Artimelia Rambur, 1866
- Bucaea Walker, 1866
- Canarctia Dubatolov, 1990
- Carbisa Moore, 1879
- Chionarctia Kôda, 1988
- Cladarctia Koda, 1988
- Creatonotos (Hübner, 1819)
- Defreinarctia Dubatolov & Kishida, 2005
- Diaphora Stephens, 1827
- Eospilarctia Kôda, 1988
- Estigmene (Hübner, 1820)
- Eudiaphora Dubatolov, 1990
- Fangarctia Dubatolov, 2003
- Hyarias Swinhoe, 1892
- Hyphantria Harris, 1841
- Juxtarctia Kirti & Kaleka 2002
- Leichosila B.C. Schmidt, 2009
- Lemyra Walker, 1856
- Lithosarctia Daniel, 1954
- Maurica de Freina & Witt, 1984
- Metacrias Meyrick, 1887
- Murzinowatsonia Dubatolov, 2003
- Nannoarctia Koda, 1988
- Nebrarctia Watson, 1980
- Nicetosoma de Vos, 2011
- Ocnogyna Lederer, 1853
- Olepa Watson, 1980
- Orhantarctia Dubatolov & Kishida, 2005
- Pangora Moore, 1879
- Paralacydes Aurivillius, 1899
- Paraspilarctia Koda, 1988
- Phaos Walker, 1855
- Phragmatobia Stephens, 1828
- Pyrrharctia Packard, 1864
- Rajendra Moore, 1879
- Rhodareas Kirby, 1892
- Satara (Walker, 1865)
- Seydelia Kiriakoff, 1952
- Sinowatsonia Dubatolov, 1996
- Spilosoma Curtis, 1825
- Tajigyna Dubatolov, 1990
- Tatargina Butler, 1877
- Watsonarctia de Freina & Witt, 1984